# KV7
Гробница KV7 в Долината на царете е мястото, където е погребан древноегипетският фараон Рамзес II (Рамзес Велики) от Деветнадесета династия.
Разположена е в основната долина срещу гробницата на синовете на Рамзес II (KV5) и в близост до гробницата KV8 на неговия син и наследник Мернептах.